# 威廉·莫尔纳尔
威廉·艾斯科·莫尔纳尔（英語：William Esco Moerner；1953年6月24日—）是一名美国化学家，单分子光谱和荧光光谱领域的著名专家。现为美国斯坦福大学哈利·S·莫什讲座教授（Harry S. Mosher Professor）。2014年，因「研制出超分辨率螢光顯微镜」，與艾力克·貝齊格、斯特凡·赫尔共同獲得諾貝爾化學獎。

## 生平简历
1953年，莫尔纳尔生于美国加利福尼亚州的普莱森顿，在德克薩斯州圣安东尼奥长大。
1975年，毕业于聖路易斯华盛顿大学，获得物理学学士学位（最高荣誉），电气工程理学学士学位（最高荣誉），和数学学士学位（summa cum laude）。1978年，获得康奈尔大学物理学硕士学位。1982年，获得康奈尔大学物理学博士学位。
1981年至1995年，在IBM位于加利福尼亚州聖荷西的研究中心担任研究人员和管理人员。1993年至1994年，在瑞士苏黎世联邦理工学院担任访问客座教授。1995年至1998年，在聖地牙哥加利福尼亞大學担任特聘讲席教授（物理化学领域）。1998年至今，在斯坦福大学担任教授。

## 荣誉
莫尔纳尔获得不少荣誉，包括：
- 1984年：罗杰·I·威尔金斯全美杰出年轻电气工程师奖（Roger I. Wilkinson National Outstanding Young Electrical Engineer Award）
- 2001年：美国物理学会厄尔勒·K·普利勒奖（Earle K. Plyler Prize）
- 美国物理学会会士（Fellow）
- 美国光学会会士
- 美国科学促进会会士
- 美国科学与艺术院院士
- 2007年：美国国家科学院院士
- 2008年：以色列沃尔夫奖化学奖[4]
- 2009年：欧文·朗缪尔化学物理学奖（Irving Langmuir Prize in Chemical Physics）[3]
- 2014年：诺贝尔化学奖。